# Francesco Saverio Petroni
Francesco Saverio Petroni (Ortona dei Marsi, 26 aprile 1766 – Chieti, 7 febbraio 1838) è stato un politico e funzionario italiano.

## Biografia
Petroni fu dei maggiori rappresentanti politici e culturali del “Decennio francese” e della seconda restaurazione borbonica, apprezzato e lodato in gran parte del regno di Napoli. Dotato di una cultura classica ed enciclopedica, fu considerato un erudito e un letterato, ma non ebbe la fortuna che meritava, non riuscendo a pubblicare alcuna opera in vita. Il suo epistolario, apprezzato da Nicola Nicolini che ne raccomandò la pubblicazione, andò disperso per la scarsa cura dei suoi eredi per problemi e preoccupazioni economiche.
Nacque in Ortona dei Marsi il 26 aprile 1766 da don Giantommaso e donna Vittoria Sabetti di Tagliacozzo, in una famiglia benestante che assecondò la sua precoce predisposizione agli studi. Alla tenera età di nove anni fu inviato in Chieti sotto la protezione del canonico de Vincentiis, dove iniziò la sua ricca formazione e formò i primi e solidi legami di amicizia.
Egli fece parte di un circolo culturale che comprendeva: Giuseppe de Thomasis, Giuseppe Nicola Durini, Giuseppe e Gennaro Ravizza e il giovanissimo Nicola Nicolini. La villa del Nolli in Chieti, anche prima della morte di Romualdo De Sterlich, avvenuta il 6 marzo 1788, divenne un punto di incontro di tanti giovani, provenienti da diverse località abruzzesi: Tollo, Montenerodomo, Lanciano ed Ortona dei Marsi.
Compiuta la solida formazione chietina, Francesco Saverio fu pronto per completare la sua educazione in una grande città, aprendosi ai suoi pericoli, ma anche alle tantissime e preziose opportunità di poter partecipare alle «più famose letterarie adunanze.» Nel 1785 fu inviato in Roma, dove continuò gli studi classici, studiò inglese e francese e frequentò i corsi di filosofia e di legge, laureandosi nel 1787. Dopo la laurea si trasferì in Napoli dove conobbe per poco tempo il Filangieri. Alla morte di quest'ultimo ne celebrò la memoria in versi. Nella capitale ritrovò l'amico Giuseppe de Thomasis, andando ad abitare con lui, ed entrambi intrapresero l'attività legale. Nella sua attività forense (1790-1805) il Petroni, come il resto anche gli altri nuovi avvocati, si occupò soprattutto degli interessi dei Comuni e dei poveri, esercitando il suo ingegno in favore dei Comuni e della pastorizia abruzzese nella Regia Camera della Sommaria, dove conquistò la stima del Simonetti e la protezione del marchese Vivenzio.
Il 13 agosto 1806 Petroni fu chiamato in Teramo a svolgere le funzioni di segretario generale dell'Intendenza della provincia Abruzzo Ulteriore Primo, al cui vertice era stato nominato Pietro de Sterlich, già preside di Teramo. Probabilmente fu proprio quest'ultimo a segnalarlo per la profonda stima e fiducia che nutriva nei suoi confronti, poiché lo conosceva fin dall'infanzia. Egli rimase in tale carica fino al mese di maggio 1812 ricoprendo per molti periodi il ruolo di intendente interino.
Fu nominato segretario generale dell'Intendenza di Terra di Lavoro nel 1812 e coadiuvò l'intendente abruzzese Michele Bassi, duca d'Alanno, nipote dell'arcivescovo di Chieti Francesco Saverio Bassi. Agli inizi di settembre del 1812 egli fu nominato nel delicatissimo incarico di commissario regio per la divisione dei Demani del Matese (tra i Comuni di Piedimonte d’Alife, Castello, San Potito, San Gregorio e il duca di Laurenzana). Fu promosso intendente della Calabria Ultra in Monteleone con decreto regio del 6 dicembre 1813 in sostituzione di Giuseppe Martucci. Nell'ottobre del 1815 il Petroni, in qualità di intendente, inviò una circolare a tutti i sindaci della provincia della Calabria Ulteriore per informarli dell'avvenuto arresto di Gioacchino Murat a Pizzo. Al ritorno dei Borbone il Petroni, come tanti altri amministratori entrati in servizio nel “Decennio”, continuò a ricoprire la carica di intendente e ad avere il gradimento del nuovo governo. La legge concernente la divisione della Calabria Ulteriore fu emanata il 1º maggio 1816 e fu opera del Petroni; essa fu basata sul progetto ideato dall'amico Giuseppe de Thomasis, quando lo aveva preceduto nella carica di intendente. Con regio decreto datato 14 maggio 1816 Francesco Saverio Petroni, dopo essersi preoccupato di tutti gli aspetti della divisione della provincia e della nuova residenza dell'intendente in Reggio Calabria, fu nominato intendente di Catanzaro, nella Calabria Ulteriore Seconda. Ma fino all'arrivo del nuovo intendente Nicola Santangelo, continuò a soggiornare in Monteleone e amministrò entrambe le province. Il Petroni in data 3 dicembre 1817 fu nominato intendente della Basilicata in Potenza ed ebbe come segretario generale don Giovanbattista Morelli. Nel medesimo mese fu nominato membro corrispondente del Reale Istituto d’Incoraggiamento. Nel mese di dicembre 1820 il Petroni fu inserito nelle terne formate dai deputati del Parlamento Nazionale per la nomina a consigliere di Stato per la provincia dell'Aquila, come intendente della Basilicata, insieme a don Angelo Maria Ricci, letterato membro dell'Accademia delle Scienze, e a don Nicola Giannotti, giudice della Gran Corte Civile di Napoli. Il Petroni fu prescelto come consigliere di Stato in data 13 dicembre 1820, insieme all'amico Giuseppe Nicola Durini (per l'Abruzzo Citeriore).
Nel mese di marzo 1821 egli fu destinato provvisoriamente alla carica di intendente della provincia di Abruzzo Ulteriore Primo in Teramo, in attesa della definitiva conferma da parte di Sua Maestà, ma nel successivo mese di maggio, mediante un regio rescritto del 16 maggio 1821 fu richiamato in Napoli, con la seguente comunicazione: «Sua Maestà soddisfatta de' Servizi resi nell'Amministrazione l'ha destinata ad un'altra carica nella Capitale». Al suo posto fu collocato Francesco Maria Perrelli, marchese Tomacelli, già sottintendente ad Altamura. Ipotizziamo che sulla sua mancata conferma come intendente in Teramo dovettero pesare varie motivazioni: la sua scarsa reattività nel recarsi in Teramo, la nomina a consigliere di Stato nel 1820 e alcuni sospetti di essere troppo liberale, massone e carbonaro. Nelle valutazioni sulle sostituzioni di diversi intendenti e sottointendenti, attuate negli anni successivi al periodo costituzionale, furono sicuramente considerati diversi fattori. Il primo fra tutti era rappresentato dalla convinzione che alcune province, soprattutto quelle ritenute «molto torbide e più scosse delle altre dal turbine rivoluzionario», richiedessero la presenza di un intendente militare o comunque di un funzionario fermo e inflessibile.
Il ministro dell'Interno per ricompensarlo della perduta carica, come dimostrazione della benevolenza del sovrano, gli fece accordare il pagamento dei soldi dal 24 marzo fino alla futura destinazione ad un'altra carica. Ma nel luglio del 1823 tale pagamento gli fu sospeso.
In questo periodo fece vari tentativi per ottenere in ogni caso lo scrutinio ufficiale sulla sua condotta; sostenne che, pur non essendo in servizio, ma nell'elenco di coloro che erano in “attenzione d'impiego”, non doveva essere confuso con gli impiegati sospesi dalla Giunta, lamentandosi poi dei gravi dispendi e delle perdite sofferte durante i suoi soggiorni nella capitale.  Nel mese di maggio 1822 la Giunta di Scrutinio, volendo ultimare lo scrutinio di Francesco Saverio Petroni, chiese al commissario generale di polizia don Nicola Intonti di verificare eventuali carichi politici e di opinione. Il commissario generale Intonti fece verificare nell'Archivio generale della Polizia, dove si riscontrò il suo nominativo in una vendita carbonara in Salerno, denominata «La Costanza in Trionfo», che faceva capo al gran maestro Pasquale d'Andrea; ma in seguito si apprese che non si trattava di Francesco Saverio Petroni perché in un Consiglio di Stato dell'ottobre del 1823 il re accordò al Petroni 50 ducati mensili per ricompensarlo in parte della perdita dell'impiego e gli comunicarono di tenerlo presente per «le cariche d'Intendenti che potranno vacare».
I primi anni di questo decennio furono duri e tristi perché egli visse inizialmente in Napoli nell'attesa di essere reimpiegato nell'amministrazione civile del regno o in un'altra carica. Nel frattempo si dedicò prevalentemente agli studi. Impiegò il tempo libero nei suoi studi preferiti, approfondendo le materie filosofiche e soprattutto quelle economiche, interessandosi in particolare dei progressi attuati dalle scuole estere (scozzese, germanica e francese). Integrò questi suoi amati studi con le più svariate letture: poesia, storia, letteratura, economia, filosofia ed opere giuridiche.
Accrebbe in questi anni la sua sete di conoscenza verso tutti i progressi dell'economia, le nuove opere, le invenzioni e le scoperte utili in Inghilterra, Francia, Germania e Italia. Coltivò costanti contatti epistolari con tanti scrittori europei di economia pubblica. Il Nicolini, che aveva più volte ammirato tale corrispondenza, sostenne l'opportunità della pubblicazione di tali lettere. In questi anni tale corrispondenza divenne sempre più fitta, costituendo nel tempo un vero e proprio archivio personale. Fu in corrispondenza con le maggiori personalità della cultura della prima metà dell'Ottocento: Gino Capponi, Melchiorre Delfico, Bartolommeo Gamba, Luigi Dragonetti, Giustino Fortunato, Giuseppe de Thomasis, Gaspare Selvaggi, Raffaele Liberatore, Angelo Maria Ricci |Angelo_Maria_Ricci_(poeta), Andrea de Angelis, Vito Capialbi, Gregorio De Filippis Delfico e tanti altri. Dal 1823 partecipò alle sessioni e ai lavori delle commissioni del Reale Istituto d’Incoraggiamento, sostenuto anche dall'amico Giuseppe Nicola Durini, e agli inizi del 1826 ne fu nominato socio ordinario. In seguito fu ammesso come socio anche dalla Reale Accademia Ercolanese di Archeologia e socio non residente dell'Accademia Pontaniana.
Nel luglio 1831 Petroni fu richiamato in servizio dal re Ferdinando II come intendente di Chieti, dove trovò come segretario generale don Vincenzo de Sangro dei principi di Sansevero. La sede assegnatagli fu da lui molto gradita perché in tale città aveva vissuto gli anni dell'adolescenza e della sua ricca e vasta formazione umana e culturale. Come intendente si adoperò molto per sostenere l'istituzione della Biblioteca provinciale nella città di Chieti e appena giunto alla nuova carica dichiarò tale biblioteca provinciale in attesa della concessione regia, che giunse soltanto nel 1837. Nel dicembre del 1837 fu nominato consigliere della Gran Corte dei Conti in Napoli, ma si ammalò e non riuscì ad intraprendere questa nuova carica. Colpito da un colpo apoplettico, morì nella notte fra il sette e l'otto febbraio 1838 nella sua abitazione nel palazzo dell'Intendenza. Le esequie furono celebrate con grandissima partecipazione di amici, notabili e tantissimi semplici cittadini, accorsi spontaneamente a rendergli onore. L'elogio funebre fu recitato dall'amico avvocato Giustino Consalvi e i consiglieri provinciali gli dedicarono un sonetto. La biblioteca personale del Petroni fu acquistata dai suoi eredi proprio per le esigenze della Biblioteca provinciale, su proposta della Commissione amministrativa del Reale Collegio di Chieti nell'aprile del 1840 e nel successivo mese di maggio fu celebrata l'apertura della Biblioteca provinciale "A. C. De Meis".